# Cantón de Pouzauges
El cantón de Pouzauges era una división administrativa francesa, que estaba situada en el departamento de Vandea y la región de Países del Loira.

## Composición
El cantón estaba formado por trece comunas:
- Chavagnes-les-Redoux
- La Flocellière
- La Meilleraie-Tillay
- La Pommeraie-sur-Sèvre
- Le Boupère
- Les Châtelliers-Châteaumur
- Monsireigne
- Montournais
- Pouzauges
- Réaumur
- Saint-Mesmin
- Saint-Michel-Mont-Mercure
- Tallud-Sainte-Gemme

## Supresión del cantón de Pouzauges
En aplicación del Decreto nº 2014-169 de 17 de febrero de 2014, el cantón de Pouzauges fue suprimido el 22 de marzo de 2015 y sus 13 comunas pasaron a formar parte; doce del nuevo cantón de Les Herbiers y una del nuevo cantón de Chantonnay.